# Powderfinger (canción)
«Powderfinger» es una canción del músico canadiense Neil Young, publicada en el álbum de estudio Rust Never Sleeps (1979). La canción, grabada con el grupo Crazy Horse, es frecuente en sus conciertos y ha sido versionada por bandas como Cowboy Junkies, Beat Farmers, Rusted Root, Jazz Mandolin Project y Car Seat Headrest. El grupo Powderfinger tomó su nombre de la canción.

## Letra y música
«Powderfinger» es la primera canción de la segunda cara, eléctrica, de Rust Never Sleeps. El crítico Jason Ankeny de Allmusic describió la canción como «una metamorfosis por la espalda, repentina, que es totalmente el punto - el disparo que nunca ves venir». La letra es narrada póstumamente por un hombre joven, que intenta proteger a su familia de sí mismo de una cañonera amenazante. A pesar de su juventud, cree que es el responsable de proteger a su familia, y se encuentra paralizado por la indecisión, hasta que actúa y es asesinado en última instancia. El personaje describe su muerte con el verso «my face splashed against the sky» (en español: «Mi rostro salpicado contra el cielo»). El autor Johnny Rogan describió la última estrofa como el «conmovedor epitafio» del personaje:
Just think of me as one you never figured
Would fade away so young
With so much left undone
Remember me to my love; I know I'll miss her
El verso «would fade away so young» se asemeja al verso «it's better to burn out than to fade away» de la canción «Hey Hey, My My (Into the Black)», también publicada en Rust Never Sleeps. Ankeny comentó que la narrativa en primera persona de la canción «evoca la narrativa del folk», pero definió la música como «rock and roll incendiario» y elogió la «proporción mitológica» de los solos de guitarra de Young a medida que la historia se acerca a su conclusión «desgarradora». Por otra parte, William Ruhlmann, de Allmusic, describió al canción como «remarcable» y lo consideró la mejor canción de Rust Never Sleeps. Rogan describió el tema como «una de las mejores canciones narrativas de Young» y «casi cinematográfica en la ejecución». Además, Rogan también elogió el respaldo de Crazy Horse como «ideal» y permitiendo a Young «investir la canción con significancia épica».  Por otra parte, el crítico Paul Nelson, de la revista Rolling Stone, comparó la violencia de la canción con una escena de la película Apocalypse Now «tanto atroz como atractiva -para nosotros y el narrador- hasta que es demasiado tarde». Según Nelson, la canción genera una tensión «traumática» y una empatía «inaguantable» y fascinación a medida que «aprieta los tornillos en su héroe juvenil con algunos toques de quitarra galvanizados, mientras Crazy Horse cortan sueltos con todo lo que tienen». Nelson señala también que la música incorpora «una cadena de notas de guitarra ascendentes aisladas por un acorde descendente mortal».

## Historia
Young grabó una versión acústica en solitario de «Powderfinger» en los Indigo Studios de Malibú (California) en septiembre de 1975, con la intención de publicarla en su álbum inédito Chrome Dreams. Posteriormente, mandó la cinta a su amigo Ronnie Van Zant, de Lynyrd Skynyrd, quien iba a usar la canción en su siguiente álbum. Sin embargo, Van Zant falleció en un accidente de aviación en octubre de 1977 y el grupo nunca llegó a grabar la canción. Finalmente, Young publicó una versión distinta, respaldado por el grupo Crazy Horse, en su álbum Rust Never Sleeps. 

## Versiones
«Powderfinder» ha sido versionada por músicos y bandas como:
- Beat Farmers, en el EP Glad 'N' Greasy, así como en el álbum Van Go.
- Cowboys Junkies, en el álbum The Caution Horses. La versión también aparece en dos recopilatorios: Studio: Selected Studio Recordings 1986-1995 y Cowboy Junkies: The Platinum and Gold Collection.
- Rusted Root, en el álbum Live.
- Joe D'Urso y Stone Caravan, en el álbum Rock and Roll Station.
- Acoustic Syndicate, en Live from the Neighborhood (2002).
- Jeffrey Foucault y Mark Erelli, en el álbum Seven Curses (2010).
- Yung Wu, en Shore Leave (1986).
- Astrid Young, hermana de Neil Young, versionó la canción en acústico.
- Railroad Earth, en varios conciertos.
- Pep Sala, con la canción La força de les armes,  en el disco "Fins que calgui" 1983.